# 진장로
진장로(Jinjang-ro)는 전북특별자치도 진안군 진안읍에서 장수군 장계면 원무농삼거리 잇는 도로이다

## 주요 경유지
전북특별자치도
- 진안군  (진안읍) - 장수군 (천천면 - 장계면)

## 노선
| 이름         | 접속 노선                 | 소재지          | 소재지                   | 비고                                   |
| ------------ | ------------------------- | --------------- | ------------------------ | -------------------------------------- |
| (이름없음)   | 진무로                    | 진안군          | 진안읍                   |                                        |
| 구룡 교차로  | 국도 제30호선 (전진로)    | 진안군          | 진안읍                   |                                        |
| 삭다리재     |                           | 진안군          | 진안읍                   |                                        |
| 물곡교       |                           | 진안군          | 진안읍                   |                                        |
| 종평교       |                           | 진안군          | 진안읍                   |                                        |
| 오천삼거리   | 죽산로                    | 진안군          | 진안읍                   |                                        |
| 외오천삼거리 | 지방도 제726호선 (오가로) | 진안군          | 진안읍                   | 지방도 제726호선과 중복                |
| 방곡재       |                           | 진안군          | 진안읍                   | 지방도 제726호선과 중복                |
|              | 장수군                    | 천천면          |                          | 지방도 제726호선과 중복                |
| 천천삼거리   | 장수군                    | 천천면          | 국도 제13호선 (장천로)   | 국도 제13호선, 지방도 제726호선과 중복 |
| 춘송삼거리   | 장수군                    | 천천면          | 천천로                   | 국도 제13호선과 중복                   |
| 천천교       | 장수군                    | 천천면          |                          | 국도 제13호선과 중복                   |
| 용광삼거리   | 장수군                    | 천천면          | 국도 제13호선 (천천북로) | 국도 제13호선과 중복                   |
| 금농교       | 장수군                    |                 | 장계면                   |                                        |
| 원무농삼거리 | 장수군                    | 육십령로 한들로 | 장계면                   |                                        |

## 주요 시설및 건물
- 농협 진안무주 추산농협본점 (진장로 9/군상리 403-59)
- SK에너지 현대주유소 (진장로 10/군상리 402-5)
- 쉐보레 진안바로서비스 (진장로 59/군상리 315-6)